# Gansolino
Gansolino (Gus Goose em inglês) é um personagem fictício, um ganso antropomórfico criado pela Walt Disney Company. Dorminhoco e comilão, ele sofre por ter que trabalhar no sítio da Vovó Donalda.
Gansolino apareceu pela primeira vez numa tira de quadrinhos publicada nos jornais norte-americanos em maio de 1938. Os desenhos eram de Al Taliaferro. Essa e todas as tiras seguintes forma feitas enquanto o desenho animado Donald’s Cousin Gus estava em produção. Quem criou o visual do personagem para a animação foi Carl Barks, que à época trabalhava no setor de animação da Disney e de sair do estúdio se tornou um dos principais artistas dos quadrinhos Disney. Esse curta só estreou nos cinemas dos Estados Unidos em 1939.
Tanto nos quadrinhos quanto no cinema, o Gansolino era um primo guloso do Donald. Ele não falava nada, mas deixava o pato muito irritado por comer tudo o que havia na despensa e, pior, dormir na cama dele. No Brasil, as tiras de Taliaferro foram publicadas pela primeira vez em outubro de 1938, no Suplemento Juvenil. Mas, na época, ele era chamado de Gustavo. A primeira história em que Gansolino apareceu como ajudante no sítio da Vovó Donalda foi A Vovó É do Barulho, feita por Carl Barks e publicada nos Estados Unidos em julho de 1950. Na minissérie Ultra-Heróis, foi criado um alter-ego heróico para o Gansolino, o Ganso de Aço.
As tirinhas e o curta que introduziram Gansolino revelaram sua mãe como sendo Gansólia. Ao construir a árvore genealógica da Família Pato, Don Rosa acrescentou o pai de Gansolino, Ganso Gabriel, e detalhou que Gansólia é filha do irmão mais novo da Vovó Donalda, Patus Quela.